# Jason James Richter
Jason James Richter (Medford, Oregón, 29 de enero de 1980) es un actor y músico estadounidense. Conocido por su papel protagónico como Jesse en la trilogía de Free Willy.

## Biografía
A la edad de tres años, él y su familia se trasladaron a Hawái.

## Trayectoria

### Actor
Una agencia de casting de Japón lo descubrió en Hawái, y lo firmaron por tres anuncios de televisión. 
En 1989, su familia se mudó a Los Ángeles, donde podría continuar su carrera.
Protagonista de Liberad a Willy y sus dos secuelas Liberad a Willy II: La aventura (Free Willy 2: The Adventure Home) y Liberad a Willy III: El rescate (Free Willy 3: The Rescue), fue elegido de entre más de 4.000 candidatos a desempeñar el papel principal de Jesse. 
Otras películas incluyen Cops & Robbersons, La historia interminable 3 y El Hijo de ajuste. 
Realizó un cameo en el video musical de Michael Jackson de la canción Infancia.
Su más reciente película fue en el Río Ricochet, junto con John Cullum.

### Músico
Tocó la guitarra rítmica en la banda del sur de California Blueroot de 2000 a enero de 2005.
Actualmente es bajista de la banda Fermata.

### Vida personal
En octubre de 2018, Richter fue arrestado en Estados Unidos, acusado de violencia doméstica. Fue acusado por su novia tras una discusión y a los dos días fue liberado tras pagar una fianza de 20.000 dólares.

## Filmografía
Películas
| Título                           | Año  | Rol               |
| -------------------------------- | ---- | ----------------- |
| Free Willy                       | 1993 | Jesse             |
| Cops and Robbersons              | 1994 | Kevin Robberson   |
| The Neverending Story III        | 1994 | Bastian           |
| Free Willy 2: The Adventure Home | 1995 | Jesse             |
| Laserhawk                        | 1997 | Zach Raymond      |
| Free Willy 3: The Rescue         | 1997 | Jesse             |
| The Setting Son                  | 1997 | Big Bully         |
| Ricochet River                   | 1998 | Wade              |
| Tekken                           | 2009 |                   |
| Inhumane                         | 2015 | Dr. Aaron Graybor |
| Vicious                          | 2016 | Jeff              |
| High & Outside: A Baseball Noir  | 2017 | Johnny            |
| 3 Solitude                       | 2017 | Elliot            |

Televisión
| Título                           | Año  | Rol              | Notas                                                            |
| -------------------------------- | ---- | ---------------- | ---------------------------------------------------------------- |
| The Client                       | 1996 | Chris Love       | Temporada 1, Episodio 15 - The Morning After                     |
| Sabrina the Teenage Witch        | 1997 | Dante            | Temporada 2, Episodio 4 - Dante's Inferno                        |
| Rugrats                          | 1997 | Ringo / The Bull | Temporada 5, Episodio 5 - He Saw, She Saw / Piggy's Pizza Palace |
| Bones                            | 2009 | Clown #2         | Temporada 4, Episodio 12 - Double Trouble in the Panhandle       |
| Criminal Minds: Suspect Behavior | 2011 | Matthew Keane    | Temporada 1, Episodio 8 - Nighthawk                              |
| Life's a Pitch                   | 2014 | Jimmy            | Película para TV                                                 |

Créditos adicionales
- The Quiet Loud (2013) ... Paul (cortometraje)
- Remember the Sultana (2015) ... Erastus Winters, Cpl William Norton, Pvt. John Zazier (película documental; voz)